# Сан Роко (Удине)
Сан Роко је насеље у Италији у округу Удине, региону Фурланија-Јулијска крајина.
Према процени из 2011. у насељу је живело 158 становника. Насеље се налази на надморској висини од 428 м.